# Château de Castanet
Pour les articles homonymes, voir Castanet.
Le château de Castanet est un château du XVIe siècle situé à Pourcharesses en Lozère, en France.

## Situation
Le château est situé sur la commune de Pourcharesses, en Lozère, à proximité de Villefort. Ce canton est l'une des rares parties de la Lozère qui n'étaient pas incluses dans la province du Gévaudan, mais dépendait du diocèse d'Uzès. Cependant, les propriétaires de Castanet avaient des droits sur les propriétés environnantes (comme la Garde-Guérin) et étaient vassaux de l'évêque de Mende.
La terre de Castanet, dont le nom provient du mot « châtaignier » en occitan qui est l'arbre dominant du secteur, est traversé par le chemin de Régordane emprunté par les pèlerins venant du Massif central et se dirigeant vers l'abbaye de Saint-Gilles. Elle est aussi traversée par la via Soteirana reliant Mende à Villefort par les vallées du Lot et de l'Altier.
Dorénavant, le château se retrouve baigné par le lac de Villefort, un lac artificiel créé lors de l'établissement du barrage de Villefort, qui a bien failli détruire le château.

## Toponymie
castanet : « châtaigneraie »

## Histoire
L'établissement de la manse de Castanet remonte au XIIIe siècle, mais est peut-être plus ancienne. Elle est située dans la paroisse Saint-Victorin-de-Villefort, rattachée au diocèse d'Uzès, mais est dépendante de l'abbaye de Saint-Gilles. À cette époque, le seigneur d'Hérail, co-seigneur parier de la Garde-Guérin et vassal de l'évêque de Mende, possède la manse. Jusqu'en 1550, la manse va être reçue en héritage, en plus du prestigieux droit d'être parier de la Garde-Guérin. C'est Robert Brun qui est possesseur de la manse à partir de 1550. Il va la vendre le 14 décembre 1571 à Jacques d'Isarn de Villefort.
C'est ce dernier qui fait bâtir l'année suivante le manoir de Castanet. Il sera peu à peu agrandi ou enjolivé par ses descendants. Le blason créé par Jacques d'Isarn est "d'azur à une fasce d'or accompagnée en chef de trois besants et en pointe d'un croissant, le tout d'or" qui orne la cheminée.
Vers 1684, le château n'est plus qu'une place secondaire pour la famille d'Isarn. Jacques Joseph d'Isarn, l'héritier, a épousé Marie Suzanne de Valicourt, plus connue sous le nom de marquise de Villefort, sous-gouvernante des enfants de France de 1709 à 1744.
En 1760, Jean-Louis Baldit, avocat à Villefort, rachète le château à Louis-Francois d'Isarn. Cela comprend aussi la basse-cour, la grange, les écuries, le jardin, le moulin, les prés et les champs. Il le vendra en 1784 à Victorin Bonnet-Ladevèze, juge à Villefort. Après la Révolution française, il est encore vendu, cette fois-ci comme bien national, à Théodore Borrely et Joseph André de Villefort à la suite de l'émigration de son ancien propriétaire pendant la Révolution.
En 1932, Joseph Piton acquiert le château, lequel deviendra un bien familial jusque dans les années 1960, et la menace de sa destruction. En effet, à partir de l'étude de 1956-1957 est construit le barrage de Villefort qui doit noyer une partie de la vallée dont le château. L'inscription du château à l'inventaire des monuments historiques en 1964, va empêcher sa destruction.
Le château sera confié par EDF au syndicat intercommunal Villefort-Pourcharesses-Prévenchères. Le monument accueillera dès lors des expositions d'art jusqu'en 1992. De 1993 à 1995, le château exposera quelques-uns des premiers appareils photo.
En 1997, trois associations créeront des expositions relatant la vie quotidienne des habitants du territoire pendant les années 1900-1950. Un terrible incendie dévastera le château en mars 2000. Après une restauration qui se termina en 2006, le château reprit les visites guidées et les expositions organisées par la communauté de communes.